# Folkomröstningen om den konstitutionella definitionen av äktenskap i Kroatien 2013

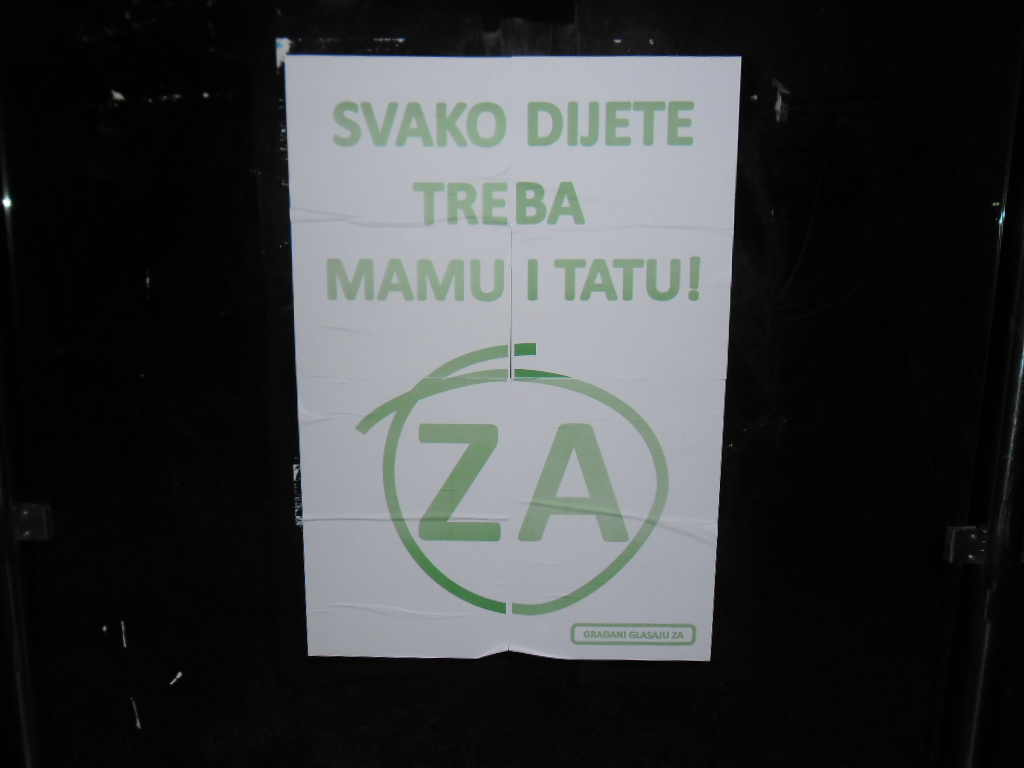
Plakat som uppmanar röstdeltagarna att rösta "för". Texten lyder: Varje barn behöver sin mamma och pappa.

Folkomröstningen i Kroatien om den konstitutionella definitionen av äktenskap (kroatiska: Referendum o ustavnoj definiciji braka) var en folkomröstning som ägde rum den 1 december 2013 i Kroatien. Folkomröstningen handlade om huruvida äktenskapet i den kroatiska grundlagen skulle definieras som ett förbund mellan kvinna och man. Folkomröstningen var det första folkinitiativet i Kroatien sedan landet blev självständigt från Jugoslavien 1991. Valdeltagandet var det lägsta någonsin vid en folkomröstning sedan självständigheten. 37,90% av den valberättigade befolkningen valde att lägga sin röst. Valresultatet banade vägen för att begreppet "äktenskap" i juridisk mening kommer att vara reserverat för man och kvinna i den kroatiska författningen.

## Bakgrund
I början av 2013 grundades medborgarinitiativet och organisationen "U ime obitelji" (I familjens namn) i Kroatien. Föreningen sade sig företräda alla individer, trossamfund och föreningar som ansåg att äktenskapet bör vara reserverat för kvinna och man. Ett av organisationsens motiv var att samla in tillräckligt med namnunderskrifter under 2013 för att få till stånd en folkomröstning med syfte att definiera äktenskapet som ett "förbund mellan kvinna och man" i den kroatiska författningen. Aktionen var ett svar på den av socialdemokrater ledda regeringens vilja att införa möjligheten för samkönade par att ingå registrerat partnerskap. U ime obitelji lyckades under perioden 12-26 maj 2013 att få in över 700 000 namnunderskrifter. Den 14 juni 2013 lämnade organisationen in 749 316 namnunderskrifter till det kroatiska parlamentet Sabor och den 7 november 2013 fattade parlamentet beslutet att en folkomröstning i frågan kommer att hållas den 1 december 2013. Genom en grundlagsändring hoppas föreningen kunna stoppa utökade rättigheter för HBT-personer i Kroatien som sedan tidigare åtnjuter vissa rättigheter genom lagen om samkönade parförhållanden.

## Valfråga
Väljarna i folkomröstningen fick ta ställning till följande fråga:
| ” | Är du för att äktenskapet ska definieras som en livslång förening mellan kvinna och man i den kroatiska författningen? | „ |

Svarsalternativen för denna fråga var "för" eller "emot".

## Valresultat
Sedan alla röstsedlar räknats meddelade den statliga valkommissionen att 37,9% av de röstberättigade befolkningen hade röstat i valet. Av dessa hade 65,87% röstat "för" och 33,51% "emot". 0,57% av röstsedlarna var blanka eller ogiltiga. I två av landets län, Istriens län och Primorje-Gorski kotars län, röstade en majoritet av de röstberättigade "emot".
| Svarsalternativ          | Antal röster | %      |
| ------------------------ | ------------ | ------ |
| För                      | 946,433      | 65,87% |
| Emot                     | 481,534      | 33,51% |
| Ogiltig/blank röst       | 8,196        | 0,57%  |
| Totalt                   | 1,436,835    | 100%   |
| Röstberättigade/resultat | 3,787,017    | 37,90% |
| Källa: Izbori            |              |        |

## Kampanj
Under kampanjen fick U ime obitelji stöd av den romersk-katolska kyrkan i Kroatien, flera andra religiösa förbund och politiska partier på högerkanten, däribland det största oppositionella partiet HDZ. Den av socialdemokrater då ledda regeringen, landets sittande president Ivo Josipović och flera icke-statliga organisationer var öppet emot. Kroatiens sittande premiärminister (2013) Zoran Milanović (SDP) och utrikesmininser Vesna Pusić (HNS) uppgav att de hade röstat "emot" i folkomröstningen. Tomislav Karamarko (HDZ), partiledaren för det största oppositionella partiet (2013), uppgav att han hade röstat för.

## Kritik
Kroatiska HBT-organisationer och andra NGO:s var kritiska till förfarandet, regeringen och den kroatiska Författningsdomstolen som inte uttalat sig om det är lagligt att hålla en folkomröstning i frågan då det i Kroatien finns ett grundlagsskydd mot diskriminering på grund av sexuell läggning. Vidare hävdar HBT-rörelsen att det handlar om mänskliga rättigheter och att en majoritet inte bör kunna rösta om att inskränka en minoritets (hypotetiska) rättigheter.